# Coryphantha melleospina
Coryphantha melleospina ist eine Pflanzenart in der Gattung Coryphantha aus der Familie der Kakteengewächse (Cactaceae). Das Artepitheton melleospina leitet sich von den lateinischen Worten melleus für ‚honiggelb‘ sowie -spinus für ‚-bedornt‘ ab und verweist auf die Farbe der Dornen.

## Beschreibung
Coryphantha melleospina wächst einzeln mit kugelförmigen bis kurz zylindrischen, olivgrünen Trieben, die Durchmesser von 4 bis 7 Zentimeter erreichen. Der Triebscheitel ist mit Dornen bedeckt. Die Warzen sind bis zu 8 Millimeter lang. Die anfangs bewollten Axillen sind später kahl. Ein Mitteldorn wird nicht ausgebildet. Die 17 bis 19 gelben bis rötlich gelben, 1 bis 1,2 Zentimeter langen, etwas zurückgebogenen Randdornen sind kräftig, pfriemlich und kammartig angeordnet.
Die gelben Blüten sind 3,5 bis 4,5 Zentimeter lang und erreichen Durchmesser von 4 bis 5 Zentimeter. Die ellipsoiden grüne Früchte weisen Längen von 2 bis 3 Zentimeter auf.

## Verbreitung und Systematik
Coryphantha melleospina ist im mexikanischen Bundesstaat Oaxaca verbreitet. 
Die Erstbeschreibung durch Helia Bravo Hollis wurde 1954 veröffentlicht. Ein nomenklatorisches Synonym ist Coryphantha retusa var. melleospina (Bravo) Bravo (1982).
Reto F. Dicht und Adrian D. Lüthy behandelten Coryphantha melleospina 2001  als taxonomisches Synonym von Coryphantha retusa.

## Nachweise